# 論田愛空隆
論田 愛空隆（ろんだ あくり、1989年3月20日 - ）は、日本の男性総合格闘家。長野県長野市出身。心技舘所属。

## 来歴
幼稚園の頃に父親からの勧めで柔道を習い始めた。大学卒業後、1年間アメリカに滞在して総合格闘技のトレーニングを積んだ。
2015年10月4日、パンクラスでプロデビュー。田中千久と対戦し、チョークスリーパーで一本勝ち。
2015年12月26日、中国四川省西昌市で行われたLoong FCに出場。中国人選手に判定勝ち。
2016年8月13日、中国山東省青島市で行われたCKFで陸正勇（ルーゼンヤン）と対戦。チョークスリーパーで一本勝ち。
2017年4月28日、中国河北省承徳市で行われたGlory of Heroesで吾蘭（ウーラン）と対戦。チョークスリーパーで一本勝ち。
2017年10月15日、修斗・舞浜アンフィシアター大会で魚井フルスイングと対戦し、判定1-0でドロー。
2021年7月25日、修斗で中村倫也と対戦し、左ハイキックでKO負け。